# Alois Ritter von Frank
Alois Frank, seit 1918 Ritter von Frank, (* 19. Oktober 1859 in Weiden in der Oberpfalz; † 22. August 1940 in München) war ein bayerischer Beamter, Politiker, Präsident der Eisenbahndirektion München, ab 1921 Staatssekretär der Zweigstelle Bayern des Reichsverkehrsministeriums und von 1924 bis 1931 Mitglied des Vorstands der Deutschen Reichsbahn-Gesellschaft.

## Leben
Nach einem juristischen Studium an der Universität München trat Frank 1886 in den Höheren Dienst der Bayerischen Staatseisenbahnen ein.
Von 1899 bis 1919 war er Mitglied der Zentrumsfraktion und Mitglied des Bayerischen Landtages. Ab 1911 war er 2. Vorsitzender der Zentrumsfraktion und von 1912 bis 1918 2. Vizepräsident des Landtags. Für sein Wirken wurde er durch König Ludwig III. mit dem Ritterkreuz des Verdienstordens der Bayerischen Krone beliehen. Damit verbunden war die Erhebung in den persönlichen Adelstand und er durfte sich nach der Eintragung in die Adelsmatrikel am 1. Juli 1918 „Ritter von Frank“ nennen.
Ab 1917 war er Vorstand der Eisenbahndirektion München und ab 1921 Staatssekretär der Zweigstelle Bayern des Reichsverkehrsministeriums (RVM). Ab 1924 war er Leiter der Gruppenverwaltung Bayern der Deutschen Reichsbahn-Gesellschaft (DRG), in der die Zweigstelle Bayern des RVM aufgegangen war. Bis zu seinem Eintritt in den Ruhestand 1931 war Frank in dieser Eigenschaft Vorstandsmitglied der DRG. Für die Deutsche Verkehrsausstellung 1925 war er als Direktoriumsmitglied tätig.
Ab 1919 war er Ehrenmitglied der katholischen Studentenverbindung KDStV Vindelicia München.